# Sigodesmus contortus
Sigodesmus contortus är en mångfotingart som först beskrevs av Pocock 1896.  Sigodesmus contortus ingår i släktet Sigodesmus och familjen Gomphodesmidae. Inga underarter finns listade i Catalogue of Life.